# Mémoires de monsieur le baron Pergami
Mémoires de monsieur le baron Pergami, chambellan, chevalier de Malte, chevalier du Saint-Sépulcre, etc. Traduits d’après le manuscrit italien par M. ***, est le septième ouvrage de Sophie Nichault de la Valette, dame Lottier puis Gay, publié sous le pseudonyme de baron Pergami en 1820 et écrit avec Jean Vatout. L’intrigue se base sur le procès en adultère de Caroline de Brunswick et prend le point de vue du supposé amant, le baron Pergami qui narre son histoire.

## Genèse de l’œuvre
L’œuvre aurait été conçue au travers des articles de journaux et a paru après le procès.

## Personnages
- Pergami
- la princesse de Galles
- Victorine, enfant, parente de Pergami
- la femme de chambre de la princesse, dédaignée par Pergami
- M. G**** A****, ami de Pergami

## Édition
- 1820 : Mémoires de monsieur le baron Pergami, Paris, Brissot-Thivars ; Ponthieu ; Leroy, 1820.
  - Mémoires de monsieur le baron Pergami, Paris, Brissot-Thivars ; Ponthieu ; Leroy, 1820    (Wikisource)